# Lauria (Basilicata)
Lauria is een plaats in de Zuid-Italiaanse regio Basilicata (provincie Potenza).
De plaats Lauria ligt in het zuiden van de Lucanische Apennijnen in het dal van de rivier de Noce. In 1079 wordt voor het eerst vermelding van Lauria gemaakt. Waarschijnlijk werd het in de 10e eeuw gesticht door de Saracenen. Tegenwoordig is Lauria een belangrijk agrarisch centrum en de grootste plaats in het zuidelijke deel van de Basilicata.
Lauria is vanwege het bergachtige terrein uit twee afzonderlijke delen: Lauria Superiore en Lauria Inferiore. De belangrijkste bouwwerken in het centrum zijn de kerken San Nicola di Bari (1806) en San Giacomo (1452). Even buiten Lauria liggen de ruïnes van het in 1806 door de Fransen verwoestte Castello di Ruggiero.
Ten noorden van de plaats ligt de bergketen Sirino met als hoogste top de 2005 meter hoge Monte del Papa. Binnen de gemeentegrenzen liggen ook het bergmeer Lago della Rotonda en het stuwmeer Lago di Cogliandrino.

## Geboren
- Gianni Pittella (19 november 1958), politicus